# Scandinavian Raceway
Der Scandinavian Raceway ist eine 4,018 km lange, 1968 erbaute Motorsport-Rennstrecke in Anderstorp (Gemeinde Gislaved, Schweden).

## Geschichte
Die Strecke hat mit der Flight Straight eine lange Gerade, die auch als Start- und Landebahn für den Flugplatz Anderstorp genutzt wird, und mehrere überhöhte Kurven. In den Blickpunkt der Rennszene rückte der Kurs in den 1970ern, als der schwedische Formel-1-Pilot Ronnie Peterson auf dem Höhepunkt seiner Karriere war. Auf dem Scandinavian Raceway fand von 1973 bis 1978 sechs Mal der Große Preis von Schweden statt. Pläne für einen weiteren Grand Prix 1979 wurden nach dem Tod von Peterson und Gunnar Nilsson 1978 und dem daraus resultierenden Nachlassen des Sponsoreninteresses verworfen. Der Scandinavian Raceway ist bis heute die letzte skandinavische Rennstrecke, auf der Rennen im Rahmen der Formel 1 ausgetragen wurden.
Von 1971 bis 1977 und nochmals von 1981 bis 1990 gastierte die Motorrad-Weltmeisterschaft mit dem Großen Preis von Schweden für Motorräder in Anderstorp. Anfang der 1990er fanden zwei Superbike-WM-Läufe statt. Im Rahmen des LG Super Racing Weekends wurden Rennen der Tourenwagen-Europameisterschaft, Formula Renault V6 und FIA-GT-Meisterschaft gefahren. Heute trägt die Swedish Touring Car Championship einen Lauf auf dem Scandinavian Raceway aus, 2007 war die Tourenwagen-Weltmeisterschaft zu Gast.

## Statistik

### Alle Sieger von Formel-1-WM-Rennen in Anderstorp
| Nr. | Jahr | Fahrer          | Konstrukteur | Motor      | Reifen | Zeit          | Streckenlänge | Runden | Ø-Tempo      | Datum    | GP von   |
| --- | ---- | --------------- | ------------ | ---------- | ------ | ------------- | ------------- | ------ | ------------ | -------- | -------- |
| 1   | 1973 | Denis Hulme     | McLaren      | Ford       | G      | 1:56:46,049 h | 4,018 km      | 80     | 165,169 km/h | 17. Juni | Schweden |
| 2   | 1974 | Jody Scheckter  | Tyrrell      | Ford       | G      | 1:58:31,391 h | 4,018 km      | 80     | 162,723 km/h | 9. Juni  | Schweden |
| 3   | 1975 | Niki Lauda      | Ferrari      | Ferrari    | G      | 1:59:18,319 h | 4,018 km      | 80     | 161,656 km/h | 8. Juni  | Schweden |
| 4   | 1976 | Jody Scheckter  | Tyrrell      | Ford       | G      | 1:46:53,729 h | 4,018 km      | 72     | 162,381 km/h | 13. Juni | Schweden |
| 5   | 1977 | Jacques Laffite | Ligier       | Matra      | G      | 1:46:55,520 h | 4,018 km      | 72     | 162,335 km/h | 19. Juni | Schweden |
| 6   | 1978 | Niki Lauda      | Brabham      | Alfa Romeo | G      | 1:41:00,606 h | 4,031 km      | 70     | 167,609 km/h | 17. Juni | Schweden |

Rekordsieger Fahrer: Niki Lauda, Jody Scheckter (je 2)
Rekordsieger Fahrernationen: Österreich, Südafrika (je 2)
Rekordsieger Konstrukteure: Tyrrell (2)
Rekordsieger Motorenhersteller: Ford (3)
Rekordsieger Reifenhersteller: Goodyear (6)

### Alle Sieger von Motorrad-WM-Rennen in Anderstorp
| Jahr | 50 cm³            | 125 cm³            | 250 cm³           | 350 cm³           | 500 cm³           | Gespanne             |
| ---- | ----------------- | ------------------ | ----------------- | ----------------- | ----------------- | -------------------- |
| 1971 | Ángel Nieto       | Barry Sheene       | Rodney Gould      | Giacomo Agostini  | Giacomo Agostini  |                      |
| 1972 | Jan de Vries      | Ángel Nieto        | Rodney Gould      | Giacomo Agostini  | Giacomo Agostini  |                      |
| 1973 | Henk van Kessel   | Börje Jansson      | Dieter Braun      | Teuvo Länsivuori  | Phil Read         |                      |
| 1974 | Jan de Vries      | Kent Andersson     | Takazumi Katayama | Teuvo Länsivuori  | Teuvo Länsivuori  |                      |
| 1975 | Eugenio Lazzarini | Paolo Pileri       | Walter Villa      |                   | Barry Sheene      |                      |
| 1976 | Ángel Nieto       | Pier Paolo Bianchi | Takazumi Katayama |                   | Barry Sheene      |                      |
| 1977 | Ricardo Tormo     | Ángel Nieto        | Mick Grant        | Takazumi Katayama | Barry Sheene      |                      |
| 1981 |                   | Ricardo Tormo      | Toni Mang         |                   | Barry Sheene      | Biland / Waltisperg  |
| 1982 |                   | Iván Palazzese     | Roland Freymond   |                   | Takazumi Katayama | Biland / Waltisperg  |
| 1983 |                   | Bruno Kneubühler   | Christian Sarron  |                   | Freddie Spencer   | Biland / Waltisperg  |
| 1984 |                   | Fausto Gresini     | Manfred Herweh    |                   | Eddie Lawson      | Biland / Waltisperg  |
| 1985 |                   | August Auinger     | Toni Mang         |                   | Freddie Spencer   | Streuer / Schnieders |
| 1986 |                   | Fausto Gresini     | Carlos Lavado     |                   | Eddie Lawson      | Michel / Fresc       |
| 1987 |                   | Fausto Gresini     | Toni Mang         |                   | Wayne Gardner     | Biland / Waltisperg  |
| 1988 |                   | Jorge Martínez     | Sito Pons         |                   | Eddie Lawson      | Webster / Hewitt     |
| 1989 |                   | Àlex Crivillé      | Sito Pons         |                   | Eddie Lawson      | Biland / Waltisperg  |
| 1990 |                   | Hans Spaan         | Carlos Cardús     |                   | Wayne Rainey      | Michel / Birchall    |